# Afonso Cruz
Afonso Cruz (Figueira da Foz, 1971) es un escritor, realizador de películas de animación, ilustrador y músico portugués.
Estudió en la Escuela Secundaria Artística António Arroio, en la Facultad de Bellas Artes de la Universidad de Lisboa y en el Instituto Superior de Artes Plásticas de Madeira. Vive en una casa en el campo alentejano cerca de Casa Branca, en el concejo de Sousel.
Publicó su primera novela en 2008, A Carne de Deus — Aventuras de Conrado Fortes e Lola Benites (Bertrand), al que siguió en 2009, Enciclopédia da Estória Universal (Quetzal Editores), distinguido con el Gran Premio de Cuentos Camilo Castelo Branco. En 2010, publicó Os Livros Que Devoraram o Meu Pai (Editorial Caminho), galardonado con el Premio Literario Maria Rosa Colaço, y A Contradição Humana (Caminho), vencedor del premio Autores SPA/RTP. En 2012, fue distinguido con o Premio de la Unión Europea de Literatura con el libro A Boneca de Kokoschka (Quetzal, 2010). Jesus Cristo Bebia Cerveja (Alfaguara, 2012) fue premio Time Out - Libro del Año y el Melhor Livro do Ano segundo os leitores do jornal Público. En 2014, Para onde Vão os Guarda-chuvas (Alfaguara, 2013) venció el Premio Autores como Mejor Libro de ficción Narrativa, otorgado por la SPA.
Afonso Cruz es un autor ade la Bookoffice.

## Obra

### Como realizador
Trabajó en películas de animación, en varios largometrajes, series y publicidad, como autor. De entre ellos destaca el cortometraje Dois Diários e um Azulejo, basado en la obra del poeta portugués Mário de Sá Carneiro y que fue realizado junto con Luís Alvoeiro y Jorge Margarido en 2002, el cual ganó dos menciones honoríficas (Cinanima e Famafest) y un premior del público y «O Desalmado», un episodio de la serie Histórias de Molero (2003), una adaptación de O que diz Molero de Dinis Machado.

### Como ilustrador
Ha publicado varias ilustraciones en periódicos y revistas, como por ejemplo para la revista Rua Sésamo, también para manuales escolares,, storyboards y publicidad. Ha ilustrado cerca de tres decenas de libros para niños con textos de José Jorge Letria, António Manuel Couto Viana , Alice Vieira e António Mota. entre otros.

### Como escritor
Afonso Cruz ha publicado, hasta 2017, trece libros de ficción: A Carne de Deus (Bertrand), en 2008, un thriller satírico e psicodélico; Enciclopédia da Estória Universal (Quetzal Editores), en 2009, un ingenioso y divertido ejercicio borgesiano con el cual ganó el Gran Premio de Cuentos Camilo Castelo Branco, y Os Livros que Devoraram o Meu Pai (Editorial Caminho), en 2010, libro infantil-juvenil vencedor del Premio Literario María Rosa Colaço de 2009. A este siguieron, también en 2010, A Boneca de Kokoschka (Quetzal Editores) - Premio de Literatura de la Unión Europea - y A Contradição Humana (Editorial Caminho), vencedor del Premio Autores 2011 SPA/RTP, fue escogido para la exposición White Ravens 2011, mención especial del Premio Nacional de Ilustración, Lista de Honor del IBBY (International Board on Books for Young People) y Prémio Ler/Booktailors en la categoría Mejor Ilustración Original. En 2011 publicó o libro O Pintor Debaixo do Lava-Loiças (Editorial Caminho) e en 2012 Enciclopédia da Estória Universal - Recolha de Alexandria (Quetzal Editores) y Jesus Cristo Bebia Cerveja (Alfaguara, Premio Time Out - Mejor Libro del Año, ha sido finalista de los premios Fernando Namora y Grand Premio de Romance e Novela APE). En 2013 se publicaron los libros Enciclopédia da Estória Universal - Arquivos de Dresner (Quetzal Editores), O Livro do Ano (Alfaguara), O Cultivo de Flores de Plástico (Alfaguara), Assim, Mas Sem Ser Assim (Editorial Caminho) y Para Onde Vão os Guarda-Chuvas (Premio Autores en Mehor ficción narrativa, otorgado por la Sociedad Portuguesa de Autores en 2014). En 2014 se publicaron los libros Os Pássaros - dos Poemas Voam Mais Alto (APCC) y Capital (Pato Lógico). Lanzó en 2015 la novela "Flores" (Companhia das Letras) y el libro infantil "Barafunda" (Caminho), en colaboración con Marta Bernardes y José Cardoso.
Ha colaborado, en la edición portuguesa del Almanaque del Dr. Thackery T. Lambshead de Enfermedades Excéntricas y Desacreditadas con la obra Síndroma da Culpa Absoluta; en el libro Prazer da Leitura con el cuento O Cavaleiro Ainda Persegue/A Mesma Donzela; en la novela policiaca O Caso do Cadáver Esquisito; en la Antologia de Ficção Científica Fantasporto; en la antología de cuentos de literatura fantástica Volluspa; en el libro Histórias Daninhas; en las colecciones de cuentos Isto Não É um Conto y 21 Cartas de Amor; en el libro Micro-Enciclopédia; en el romance colectivo A Misteriosa Mulher da Ópera. Firma una crónica mensual en el Jornal de Letras, Artes e Ideias con el título Paralaxe.

### Como músico
Forma parte de la banda de blues/roots The Soaked Lamb, con la cual ha grabado los álbumes Homemade Blues, en 2007, en 2010, Hats and Chairs, y en 2012 Evergreens, para los cuales ha compuesto varios originales, letras, canta y toca la guitarra, banjo, harmónica y ukulele.

## Obras Publicadas
- A Carne de Deus (2008)
- Enciclopédia da Estória Universal (2009)
- A Boneca de Kokoschka (2010)
- A Contradição Humana (2010)
- O Pintor Debaixo do Lava-Loiças (2011)
- Os Livros Que Devoraram o Meu Pai (2011)
- Enciclopédia da Estória Universal - Recolha de Alexandria (2012)
- Jesus Cristo Bebia Cerveja (22)
- O Livro do Ano (2013)
- Enciclopédia da Estória Universal - Arquivos de Dresner (2013)
- O Cultivo de Flores de Plástico (2013)
- Assim, Mas Sem Ser Assim (2013)
- Para Onde Vão os Guarda-Chuvas (2013)
- Os Pássaros (dos Poemas Voam Mais Alto) (2014)
- Enciclopédia da Estória Universal - Mar (2014)
- À Velocidade do Pensamento (2014)
- Capital (2014)
- Barafunda (em conjunto com Marta Bernardes) (2015)
- Flores (2015)
- Cruzada das Crianças - Vamos Mudar o Mundo (2015)
- Enciclopédia da Estória Universal - As Reencarnações de Pitágoras (2015)
- Vaga (2015)
- Vamos Comprar Um Poeta (2016)
- Nem Todas As Baleias Voam (2016)
- Enciclopédia da Estória Universal - Mil Anos de Esquecimento (2016)

### Colaboraciones
- Almanaque do Dr. Thackery T. Lambshead de Doenças Excêntricas e Desacreditadas, Saída de Emergência (2010)
- Prazer da Leitura, FNAC/Teodolito (2011)
- O Caso do Cadáver Esquisito, Prado (2011)
- Vollüspa - Antologia de Contos de Literatura Fantástica, HMEditora (2012)
- Isto Não É um Conto, Associação Link (2012)
- O Grande Prémio do Conto Camilo Castelo Branco (1991-2009), Roma Editora (2012)
- 21 Cartas de Amor, Abraço (2013)
- A Misteriosa Mulher da Ópera, Casa das Letras (2013)
- Granta - Eu, Tinta da China (2013)
- Microenciclopédia de Micro-Organismos, Microcoisas, Nanocenas e Seus Amigos de A a Z, Prado (2013)
- Abril - 40 Anos, Âncora Editora - APE (2014)
- MotelX - Histórias de Terror, Escritório Editora (2015)
- O Lado de Dentro do Lado de Dentro, Cultiv - Associação de Ideias para a Cultura e Cidadania (2015)
- Contos Imperfeitos, Arquivo (2015)
- A Inocência das Facas, Tcharan (2015)
- Uma Terra Prometida, IN (2016)
- Guia Ler e Ver - Lisboa, Prado - EGEAC (2016)

## Ilustraciones
- O Dia, Oficina do Livro (2009)
- Alfabeto dos Países, Oficina do Livro (2009)
- A Minha Primeira República, D. Quixote (2009)
- Dom Mínimo, o Anão Enorme e Outras Histórias, Texto (2009)
- O Dia em Que o Meu Bairro Ficou de Pantanas, Texto (2009)
- Chamem-lhes Nomes!, Texto (2009)
- Rimas Perfeitas, Imperfeitas e Mais-que-perfeitas, Texto (2009)
- O Flautista de Hamelin, Zero a Oito (2009)
- Henriqueta, a Tartaruga de Darwin, Texto (2009)
- Galileu – À Luz de Uma Estrela, Texto (2009) - Prémio Ler/Booktailors 2011 (Melhor Ilustração Original)
- Machado Santos – O Herói da Rotunda, Texto (2009)
- O Alfabeto do Corpo Humano, Oficina do Livro (2009)
- Tratamento – O Que Acontece a Seguir?, Associação Acreditar (2010)
- O Domínio do Dominó e Outras Histórias, Texto (2010)
- As Consultas do Dr. Serafim e a Bronquite da Senhora Adriana, Texto (2010)
- Esdrúxulas, Graves e Agudas, Magrinhas e Barrigudas, Texto (2010)
- Max e Achebiche – Uma História Muito Fixe, Texto (2010)
- Infante D. Henrique – O Navegador dos Sonhos, Texto (2010)
- A Contradição Humana, Caminho (2010) - Prémio Autores 2011 SPA/RTP; selecção White Ravens 2011; Menção especial do Prémio Nacional de Ilustração; Lista de Honra do IBBY (International Board on Books for Young People); Prémio Ler/Booktailors 2012 (Melhor Ilustração Original)
- Era uma Vez um Rei Que Abraçou o Mar, Oficina do Livro (2011)
- Colectivos de Animais e Outros Mais, Texto (2011)
- Capital, Pato Lógico (2014) - Prémio Nacional de Ilustração (2014)

## Traducciones
- Próximamente, parte de la obra de Cruz se publicará traducida al castellano en la revista Pontis.[2]